# Der Spiegel
Der Spiegel (njemački ogledalo) je njemački tjednik koji izvještava o aktualnim događajima u zemlji i inozemstvu.
Teme uključuju političke, gospodarske, znanstvene i kulturne događaje.
Jedan je od najvećih i najutjecajnijih njemački tjednika uz prodanu nakladu od oko 1 milijun primjeraka.
Prvi izdavač i glavni urednik je bio do 7. studenog 2002. Rudolf Augstein. Danas je glavni urednik Georg Mascolo.

## Vanjske poveznice
- SPIEGEL-Gruppe
- SPIEGEL Online
- Besplatni Online-Arhiv DER SPIEGEL: od 1947.